# Jan Bereza (samorządowiec)
Jan Piotr Bereza (ur. 9 lutego 1968 w Legnicy) – polski samorządowiec, dziennikarz i urzędnik, w latach 2002–2006 członek zarządu województwa małopolskiego II kadencji.

## Życiorys
Absolwent politologii na Wydziale Prawa i Administracji Uniwersytetu Jagiellońskiego, kształcił się podyplomowo w zakresie public relations na Akademii Ekonomicznej w Krakowie. Pracował jako dziennikarz informacyjny i ekonomiczny w „Czasie Krakowskim”, współpracował też z prasą biznesową (m.in. „Parkietem” i „Nowym Życiem Gospodarczym”), a później z redakcją pisma „Polonia Christiana”. Zajmował stanowisko rzecznika prasowego Huty im. Tadeusza Sendzimira w Krakowie oraz prezydenta Krakowa Andrzeja Gołasia (2001–2002). Został ekspertem w ramach Programu Aktywizacji Obszarów Wiejskich oraz dyrektorem biura rzecznika prasowego w starostwie powiatu krakowskiego.
Zaangażował się w działalność polityczną w ramach Ligi Polskich Rodzin. W 2002 wybrany radnym sejmiku małopolskiego, w 2004 kandydował też do Parlamentu Europejskiego. 20 listopada 2002 został powołany na członka zarządu województwa małopolskiego, odpowiedzialnego m.in. za promocję, turystykę, transport i współpracę zewnętrzną. Zakończył pełnienie funkcji wraz z całym zarządem 27 listopada 2006, w tym samym roku uzyskał reelekcję do sejmiku z listy Prawa i Sprawiedliwości (później przeszedł do klubu Wspólnota Małopolska). Od 2007 do 2019 pozostawał sekretarzem gminy Krzeszowice, w 2020 objął tożsamą funkcję w gminie Czernichów.

## Życie prywatne
Żonaty, ma syna. Zamieszkał w Krzeszowicach.